# Рувума (река)
Рувума, претходно звана Ровума, је река у источној Африци која највећим делом свог тока тече границом између Танзаније и Мозамбика.

## Ток
Рувума извире на нешто више од 900 метара надморске висине око 50 km од танзанијског града Сонгеа, источно од језера Малави. Тече на југ око 70 km. Након ушћа реке Месинге која јој је десна притока ток се наставља према истоку границом Танзаније и Мозамбика до ушћа у Индијски океан.
У близини града Негомано у Мозамбику, у Рувуму се улива Луџенда, њена највећа притока. Пред ушће Луџенде у Рувуму протицаји ове две реке су приближно исте вредности.

## Мост преко Рувуме између Мозамбика и Танзаније
Изградња моста преко Рувуме између Танзаније и Мозамбика предложена је 1975. године, непосредно након што је Мозамбик добио независност од Португала. Због недостатка финансијских средстава изградња је почела тек 2002. године са планираним завршетком 2008. Мост под називом „Мост јединства“ (Unity Bridge) отворен је уз присуство председника две државе 12. маја 2010. године.